# 西維吉尼亞州空軍國民警衛隊
西維吉尼亞州空軍國民警衛隊（英語：West Virginia Air National Guard）是西維吉尼亞州的空軍國民兵，由第130空運聯隊和第167空運聯隊組成，前者使用C-130J運輸機，後者使用C-17運輸機。
西維吉尼亞州空軍國民警衛隊最早是於1947年被聯邦政府正式承認的第167戰鬥機中隊，經過多次擴編。

## 組織
- 第130空運聯隊（英语：130th Airlift Wing）[2]－查爾斯頓麥克勞林空軍國民兵基地
  - 第130作戰大隊
    - 第130空運中隊（英语：130th Airlift Squadron）

  - 第130任務支援大隊
  - 第130維修大隊
  - 第130醫療大隊

- 第167空運聯隊（英语：167th Airlift Wing）[3]－馬丁斯堡牧羊場空軍國民兵基地（英语：Shepherd Field Air National Guard Base）
  - 第167作戰大隊
    - 第167空運中隊（英语：167th Airlift Squadron）

  - 第167任務支援大隊
  - 第167維修大隊
  - 第167醫療大隊